# Manu Sánchez
Sánchez  de la Peña est un nom espagnol. Le premier nom de famille, en général paternel, est Sánchez ; le second, en général maternel, souvent omis, est de la Peña.
Manuel Sánchez de la Peña, dit Manu Sánchez, né le 24 août 2000 à Madrid en Espagne, est un footballeur espagnol qui évolue au poste d'arrière gauche au Levante UD, en prêt du Celta de Vigo.

## Biographie

### Atlético de Madrid
Né à Madrid en Espagne, Manu Sánchez est formé par l'un des clubs de la capitale, l'Atlético de Madrid, qu'il rejoint en 2014. Le 31 août 2019 il prolonge avec l'Atlético jusqu'en 2023. Le 14 décembre de la même année, Manu Sánchez joue son premier match en professionnel face au CA Osasuna, en Liga. Il est titularisé lors de cette rencontre remportée par son équipe sur le score de deux buts à zéro. 
Le 7 septembre 2020, Manu Sánchez prolonge son contrat jusqu'en 2025 avec son club formateur.

### CA Osasuna
Le 11 janvier 2021, Manu Sánchez est prêté jusqu'à la fin de la saison au CA Osasuna,.
Le 17 août 2021, il est de nouveau prêté au CA Osasuna, cette fois-ci pour une saison complète.
Le 27 juillet 2022, après avoir prolongé son contrat avec l'Atletico de Madrid jusqu'en juin 2027, Manu Sánchez poursuit l'aventure à Osasuna en étant une nouvelle fois cédé par l'Atletico, sous forme de prêt payant d'une saison sans option d'achat,.

### Celta de Vigo
Le 3 juillet 2023, Manu Sánchez quitte définitivement l'Atlético de Madrid afin de s'engager en faveur du Celta de Vigo. Il signe un contrat courant jusqu'en juin 2028,.
Sánchez joue son premier match pour le Celta le 13 août 2023 face à son ancien club, le CA Osasuna, à l'occasion de la première journée de la saison 2023-2024. Il entre en jeu mais ne peut empêcher la défaite de son équipe (0-2 score final),.

### En sélection
Manu Sánchez joue son premier match avec l'équipe d'Espagne espoirs face à l'Israël le 17 novembre 2020. Il entre en jeu à la place d'Adrià Pedrosa lors de cette rencontre remportée par son équipe (3-0).

## Palmarès

### En club (1)
Atlético de Madrid (1)
- Champion d'Espagne en 2021